# Кабо, Исаак Соломонович
Исаак Соломонович Кабо (1909—1981) — советский военачальник, капитан 1-го ранга, один из самых результативных советских подводников, во время Великой Отечественной войны — командир подводной лодки Щ-309.

## Биография
Исаак Кабо родился 19 декабря 1909 года в еврейской земледельческой колонии Новозлатополь, Екатеринославская губерния. В 1920 году с семьёй переехал в Мариуполь. Затем уехал в Макеевку, где окончил фабрично-заводское училище и работал помощником машиниста на металлургическом заводе в Макеевке.
В 1933—1936 годах по комсомольской путёвке проходил учёбу в Военно-морском училище им. М. В. Фрунзе. В 1936 году — присвоено звание лейтенант. В 1936—1938 годах — штурман подводной лодки М-81 Краснознамённого Балтийского флота. 19 февраля 1938 года назначен командиром подводной лодки М-81, в этой должности участвовал в Советско-финской войне. В 1940 году присвоено звание капитан-лейтенант.

### Великая Отечественная война
Великая Отечественная война застала его на посту командира Щ-309. Весной 1942 года когда часть кораблей Балтийского флота спешно заканчивали ремонт. Заблокировав советские военно-морские силы в Финском заливе, германская армия создала на всём 275-мильном пути в Балтийское море мощный противолодочный рубеж, состоявший из тысяч мин различного типа. Однако, несмотря на минные заграждения, и противолодочные сети, пересекавшие с севера на юг Финский залив, и ожесточённое противодействие немецких противолодочных сил, советские подводники успешно действовали на коммуникациях противника, топили его корабли и суда, перевозившие войска, боевую технику и военные грузы. В августе 1942 года командование Краснознамённого Балтийского флота приняло решение начать развёртывание второго эшелона подводных лодок, куда входила и Щ-309. 13 августа 1942 года Щ-309 покинула ленинградскую гавань и взяла курс на Кронштадт. Дальше Щ-309 двигалась под охраной отряда прикрытия. Благополучно миновав противолодочные минные заграждения, Щука вышла в открытое море и заступила на боевое дежурство. 25 августа 1942 года Щука обнаружила конвой противника — транспорт в охранении миноносца и тральщика. Исаак Соломонович Кабо принял решение атаковать обе цели. Обе выпущенные торпеды попали в цели. Через несколько дней Щ-309 атаковала немецкий транспорт водоизмещением 6 тысяч т; результаты этой атаки неизвестны, противник сбросил на Щ-309 11 глубинных бомб.
4 сентября 1942 года подлодка Кабо обнаружила караван судов противника — 2 транспорта и 7 кораблей охранения. Щука атаковала этот транспорт двумя торпедами, и он сразу пошёл ко дну. Корабли охранения преследовали Щуку, сбросив 12 глубинных бомб, однако подводная лодка сумела уйти от преследования. Через неделю Кабо потопил немецкий транспорт «Бонден» и вновь ушёл от преследования. В этом походе, длительностью в 23 суток, Кабо 37 проводил подлодку через плотные линии минных заграждений.
За мужество и героизм экипаж ПЛ «Щ-309» был награждён, а самой лодке 11 марта 1943 года было присвоено звание гвардейской. 21 марта 1943 года на Щ-309 прибыл командующий Балтийским флотом вице-адмирал Владимир Филиппович Трибуц и вручил командиру Щуки гвардейский военно-морской флаг. Несмотря на свои победы, представленный к званию Героя Советского Союза, Исаак Кабо так и не был удостоен звания Герой Советского Союза. С февраля по май 1943 года — командир подводной К-55. С 19 апреля 1944 года по 23 апреля 1945 года — командир подводной лодки В-3, переданной СССР британской лодки «Unison». В 1943 году присвоено звание — капитан 3-го ранга.

### Послевоенный период
В 1945 году, после окончания Великой Отечественной войны — старший офицер отдела подводного плавания Штаба Северного флота. В 1945—1948 годах — командир 3-го, затем 5-го дивизиона подводных лодок Северного флота. В 1951 году окончил Военно-морскую академию.
В 1951—1953 годах начальник штаба 33-го дивизиона подводных лодок Северного флота. В 1953—1963 годах на преподавательской работе, готовил новые кадры подводников. Был женат, имеет двоих сыновей. Внучатая племянница — актриса Ольга Кабо.
Умер в 1981 году. Похоронен на Богословском кладбище Санкт-Петербурга.

## Труды
- И. С. Кабо. На гвардейской «Щ-309». М., 1964.